# NGC 2983
NGC 2983 est une galaxie lenticulaire située dans la constellation de l'Hydre. NGC 2983 a été découverte par l'astronome germano-britannique William Herschel en 1785.

## Caractéristiques

### Distance
Sa vitesse par rapport au fond diffus cosmologique est de 2 367 ± 32 km/s, ce qui correspond à une distance de Hubble de 34,9 ± 2,5 Mpc (∼114 millions d'al).
À ce jour, trois mesures non basées sur le décalage vers le rouge (redshift) donnent une distance de 29,900 ± 9,792 Mpc (∼97,5 millions d'al), ce qui est à l'intérieur des valeurs de la distance de Hubble. Notons cependant que c'est avec la valeur moyenne des mesures indépendantes, lorsqu'elles existent, que la base de données NASA/IPAC calcule le diamètre d'une galaxie et qu'en conséquence le diamètre de NGC 2983 pourrait être d'environ 33,8 kpc (∼110 000 al) si on utilisait la distance de Hubble pour le calculer.

### Morphologie
NGC 2983 a été utilisée par Gérard de Vaucouleurs comme une galaxie de type morphologique (L)SB(s)0+ dans son atlas des galaxies,.

## Groupe de NGC 2935
NGC 2983 fait partie d'un petit groupe de trois galaxies, le groupe de NGC 2935, la galaxie la plus brillante des trois. L'autre galaxie de ce groupe est NGC 2986.